# Blaq Out (éditeur)
Blaq Out est une société d'édition vidéo française consacrée au cinéma d'auteur. Créée en 2002, elle est détenue par une cinquantaine de producteurs et distributeurs indépendants.

## Historique

### L'ère Bich-Quân Tran
Blaq Out est fondé par Bich-Quân Tran, Isabelle Dubar et Julien Guyard le 26 septembre 2002. Consacrée à l'édition vidéo de films d'auteur en DVD, la société sort ses premiers titres (La Leçon de tango, La Vie peu ordinaire de Dona Linhares) un mois plus tard et signe un accord de distribution avec Les Films du Paradoxe. Elle se fait rapidement remarquer en éditant notamment le premier film de Thomas Vinterberg et en proposant une dizaine de films d'Otar Iosseliani, inédits en DVD.
En 2003, la société Le Meilleur du Cinéma Français (créée par 14 producteurs français) reprend Blaq Out, maintenu sous la direction de Bich-Quân Tran. Afin de renforcer l'accès aux titres, Blaq Out ouvre une boutique rue Charlot à Paris début 2005. Quelques mois plus tard, Le Meilleur du Cinéma Français cède ses parts à sept de ses producteurs actionnaires.
Blaq Out se lance également dans la vidéo à la demande en 2007 à travers sa nouvelle boutique en ligne, Dissidenz.com, puis dans la distribution de films en salles entre 2009 et 2011,.

### Reprise par Le Meilleur du Cinéma
Fin 2011, Bich-Quân Tran quitte la société. Elle est reprise à nouveau par Le Meilleur du Cinéma, éditeur de la plateforme VOD UniversCiné. La plateforme VOD de Blaq Out est arrêtée et la boutique à Paris ferme ses portes.
Blaq Out prend le virage du Blu-ray en 2011 avec Rubber de Quentin Dupieux. Continuant sa croissance, l'éditeur se tourne vers le cinéma de genre culte avec la collection Blaq Market dès 2015, puis lance une offre commune de Cinébox avec UniversCiné en 2017. Ses éditions sont récompensées par le Syndicat français de la critique de cinéma en 2015, 2016 et 2017.
À partir de 2019, le groupe Le Meilleur du Cinéma se réoriente sur le streaming avec UniversCiné. Blaq Out maintient toutefois une forte politique éditoriale avec une soixantaine de titres édités en 2024, dont son premier Blu-ray Ultra HD avec La Zone d'intérêt.

## Identité visuelle

Logo de Blaq Out de 2002 à 2017.
Logo de Blaq Out depuis 2017.

## Actionnaires
- 3B Productions
- Ad Vitam
- ADVA Films
- Agat-Films et Cie
- Archipel 35
- ARP
- Art House Films
- Atelier de Production
- Blue Monday Productions
- Caisse des Dépôts et Consignations
- Ce Qui Me Meut
- Celluloid Dreams
- Cine Nomine
- Diaphana Films
- Dulac Distribution
- Elia Films
- Elzévir Films
- Forum Films
- Haut et Court
- Haut et Court Distribution
- Haute Fidélité
- Interscoop
- JBA Production
- Jour2Fête
- K'ien Productions
- Lazennec et Associés
- Le Petit Bureau
- Le Premier Poisson
- Les Films de la Croisade
- Les Films d’Ici
- Les Films du Kiosque
- Les Films du Losange
- Les Films Pelléas
- MACT Productions
- Magouric Productions
- Mediatika
- Memento Distribution
- Metropolitan Filmexport
- MK2 Films
- Moby Dick Films
- Nord-Ouest Films
- Paname Distribution
- Program33
- Pyramide
- SBS Productions
- Société Parisienne de Production
- Sombrero Films
- Tessalit Productions
- The Party Film Sales
- Trésor and Co
- TS Productions
- Why Not Productions
- Zinc.

Source : universcine.com.